# Копадзе, Габо Естатиевич
Габо Естатиевич Копадзе (1916 год, село Цхрацкаро, Шорапанский уезд, Кутаисская губерния, Российская империя — неизвестно, село Цхрацкаро, Зестафонский район, Грузинская ССР) — звеньевой колхоза имени Маркса Зестафонского района, Грузинская ССР. Герой Социалистического Труда (1949).

## Биография
Родился в 1916 году в крестьянской семье в селе Цхрацкаро Шорапанского уезда. Окончил местную начальную школу. Трудился в сельском хозяйстве. В послевоенные годы — звеньевой колхоза имени Маркса Зестафонского района.
В 1948 году звено под его руководством собрало 77,6 центнеров винограда шампанских сортов на участке площадью 3,3 гектара. Указом Президиума Верховного Совета СССР от 9 августа 1949 года удостоен звания Героя Социалистического Труда за «получение высоких урожаев винограда в 1948 году» с вручением ордена Ленина и золотой медали «Серп и Молот» (№ 4368).
Этим же указом званием Героя Социалистического Труда был награждён званием Героя Социалистического Труда труженик колхоза имени Маркса звеньевой Михаил Артёмович Шаламберидзе.
После выхода на пенсию проживал в родном селе Цхрацкаро Зестафонского района. С 1974 года — персональный пенсионер союзного значения. Дата смерти не установлена.